# پارت
پارت یا پَهلَو (به پارسی باستان: 𐎱𐎼𐎰𐎺 پَرثَوه، به پارتی: 𐭐𐭓𐭕𐭅 پَرثَو، به پارسی میانه: 𐭯𐭫𐭮𐭥𐭡𐭥 پَهلَو، به اوستایی: 𐬞𐬆𐬭𐬆𐬚𐬡𐬍 پَرَثوی) یا پارته، یکی از مناطق تاریخی ایران باستان و یکی از ساتراپی‌های شاهنشاهی هخامنشی بود. در سنگ‌نوشته‌های هخامنشی از ایالت پارت به عنوان یکی از ساتراپی‌ها نام برده شده‌است. ایالت پارت از شمال به داها و از مشرق به هریوه (هرات امروزی) در غرب افغانستان امروزی و از جنوب به کارامانی (کارامانیا یا کرمان امروزی در جنوب ایران) و از مغرب به ایالت ماد محدود بوده‌است.
نام پارت در اصل نوع گویش دیگری از نام پارس است. این منطقه توسط قبایل مهاجر پرنی مورد هجوم قرار گرفت، که باعث فروپاشی دولت یونانی بلخ در منطقه پارت، که توسط آنداراگوراس اعلام استقلال کرده بود شد، و منجر به پیدایش شاهنشاهی اشکانی یا شاهنشاهی پارت در سال ۲۴۷قبل از میلاد شد..پس از حمله اسکندر به ایران و سپس مرگ ناگهانی او، باختر تحت سلطه استاساندر از فرماندهان سلوکوس یکم قرار گرفت و او به عنوان فرمانده پارت نیز گمارده شد. وی تا رستاخیز اشک اول فرمانده آن سرزمین‌ها بود. در زمان سلوکیان، دولت محلی اشکانی نخست در این ناحیه تشکیل شد و سپس بقایای نفوذ جانشینان اسکندر را از نواحی غربی ایران نیز برانداخت. نخستین پایتخت اشکانیان برای مدتی در شهر نسا در جنوب شهر عشق آباد ترکمنستان امروزی بود. پایتخت‌های بعدی شهر صد دروازه در نزدیکی دامغان امروزی در شمال ایران، سپس همدان و تیسفون بودند.

## نام

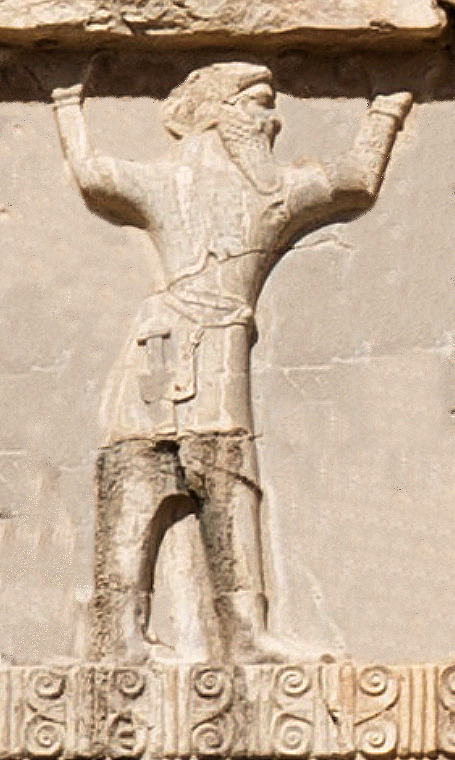
نقش یک سرباز پارتی در آرامگاه خشایارشا، در حدود ۴۷۰ پ.م

نام «پارتی» ادامه‌ای از پارتی لاتین، از پارسی باستان «پارتاوا» است که خود نام‌گذاری زبان اشکانی به معنای «از پارت‌ها» است که به شاهنشاهی اشکانی اطلاق می گردد. در زمینه عصر هلنیستی، پارت به عنوان پارتیا نیز ظاهر می‌شود.
پارت در منابع پارسی میانه دوره ساسانی با نام پهلو و توسط نویسندگان اسلامی بعدی به نام پهلو یا فهله شناخته می‌شداما عمدتاً به منطقه اشکانی در غرب ایران گفته می‌شد.

## جغرافیا
محل اصلی پارت تقریباً مربوط به منطقه ای در شمال شرقی ایران است، اما بخشی در جنوب ترکمنستان است. از شمال با رشته کوه کپه‌داغ و از جنوب به کویر دشت کویر همسایه بود. از غرب با ماد، از شمال غرب با هیرکان، از شمال شرقی با مارگیانا و از شرق با هریوا همسایه بود.
در اوایل دوره ساسانیان، پارت در بخش مرکزی فلات ایران، از جنوب با پارس، از جنوب غربی با خوزستان، از شمال غربی با ماد، از شمال به رشته کوه های البرز، از شمال با ابرشهر همسایه بود. و کرمان در شرق. در اواخر عصر ساسانیان، پارت ایران مرکزی و شمال مرکزی را در بر گرفت، اما به بخش‌های غربی فلات نیز گسترش یافت.
در دوران اسلامی، پارت در مرکز و غرب ایران قرار داشت. ابن مقفع پارت را شامل نواحی اصفهان، ری، همدان، نهاوند و آذربایجان می دانست.
همین تعریف در آثار خوارزمی و حمزه اصفهانی آمده است. ابوحنیفه دینوری در عین عدم استفاده از واژه پارت، جبال را قلمرو آخرین پادشاه اشکانی، اردوان چهارم می‌دانست.

## تاریخ

### در زمان هخامنشیان

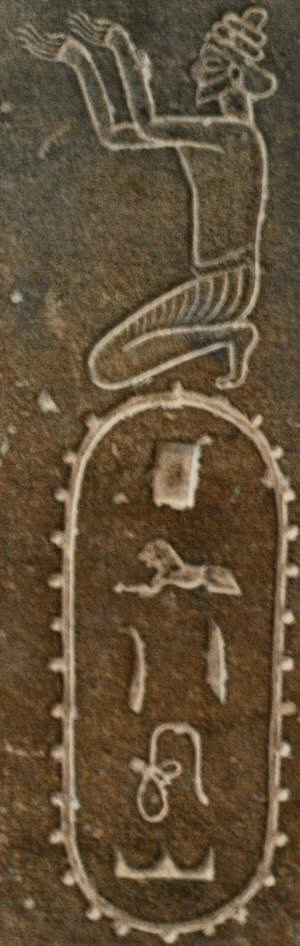
پارت (به شکل:𓊪𓃭𓍘𓇋𓍯𓈉, P-rw-t-i-wꜣ)، به عنوان یکی از ۲۴ تابع شاهنشاهی هخامنشی، در مجسمه مصری داریوش بزرگ

پارت به عنوان منطقه‌ای که اشکانیان در آن قدرت گرفتند شناخته می شود، ابتدا به عنوان یک نهاد سیاسی در فهرست فرمانداری های هخامنشی (ساتراپی) تحت سلطه آنها ظاهر می شود. پیش از این، به نظر می‌رسد که مردم این منطقه تابع پادشاهی ماد بوده‌اند، و متون آشوری‌ها قرن هفتم پیش از میلاد از کشوری به نام پارتاکا یا پارتوکا یاد می‌کنند (البته این «نیازی از نظر توپوگرافی با پارت بعدی» منطبق نبوده است.
یک سال پس از شکست آستیاگ از کوروش بزرگ، پارت یکی از اولین استان‌هایی بود که کوروش را به عنوان فرمانروای خود به رسمیت شناخت، «و این وفاداری جناح‌های شرقی کوروش را تضمین کرد و او را قادر ساخت اولین لشکرکشی‌های شاهنشاهی‌اش را علیه او به سارد انجام دهد.
به دنبال تصرف تاج و تخت هخامنشی توسط داریوش اول، اشکانیان با فرورتیش پادشاه مادها متحد شدند تا علیه او شورش کنند. ویشتاسپ، فرماندار هخامنشی،  توانست شورش را که به نظر می‌رسد در حدود سال‌های ۵۲۲–۵۲۱ پیش از میلاد رخ داده است، سرکوب کند.
اولین اشاره ایرانیان بومی از پارت در کتیبه بیستون داریوش بزرگ است، جایی که پارت در میان استان های مجاور زرنکه ذکر شده است.
اشکانیان نیز در فهرست هرودوت از مردمان تابع شاهنشاهی هخامنشی آمده‌اند. تاریخ‌نگار اشکانیان، خوارزمیان، سغدی‌ها و آریوی‌ها را مردمانی از یک ساتراپی (شانزدهم) می‌داند که خراج سالانه‌شان به پادشاه را تنها ۳۰۰ تالانت نقره می‌داند. این به درستی باعث نگرانی دانشمندان مدرن شده است.
در نبرد گوگمل در سال ۳۳۱ پیش از میلاد بین نیروهای داریوش سوم و نیروهای اسکندر مقدونی، یکی از این واحدهای اشکانی به فرماندهی فراتافرنس، که در آن زمان فرماندار هخامنشی پارت بود، بود.  پس از شکست داریوش سوم، فراتافرنس زمانی که مقدونی در تابستان ۳۳۰ قبل از میلاد به آنجا رسید، فرمانداری خود را به اسکندر تسلیم کرد. فراتافرنس توسط اسکندر دوباره به فرمانداری منصوب شد.

### در زمان سلوکیان
پس از مرگ اسکندر، در تجزیه بابل در سال ۳۲۳ پیش از میلاد، پارت تحت فرمان نیکانور به یک فرمانداری امپراتوری سلوکی تبدیل شد. در سال ۳۲۰ قبل از میلاد، در تقسیم تری پارادیسوس، پارت به فیلیپ، فرماندار سابق سغد منصوب شد. چند سال بعد، پیثون، فرماندار ماد مگنا، استان را مورد تهاجم قرار داد و سپس سعی کرد برادرش اوداموس را فرماندار کند. پیتثون و اوداموس عقب رانده شدند و پارت به تنهایی یک استان باقی ماند.
در سال ۳۱۶ قبل از میلاد، استاساندر، دست نشانده سلوکوس یکم و فرماندار باختری (و به نظر می‌رسد، آریا و مرگوش نیز) به فرمانداری پارت منصوب شد. برای ۶۰ سال آینده، سلوکیان مختلف به فرمانداری استان منصوب می شدند.

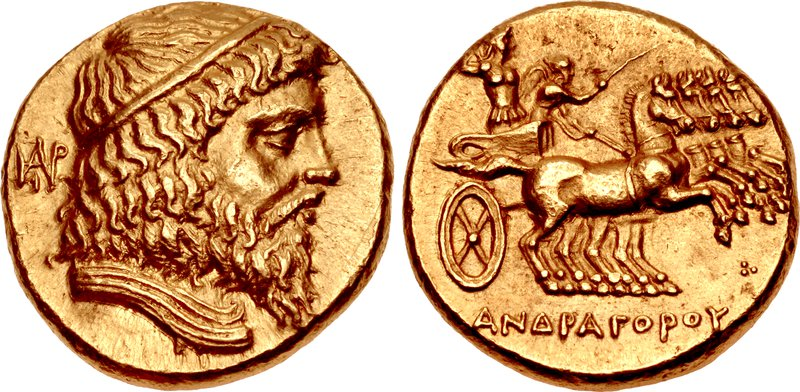
سکه آندراگوراس، آخرین ساتراپ سلوکی پارت. او در حدود ۲۵۰ سال قبل از میلاد اعلام استقلال کرد.

در سال ۲۴۷ پیش از میلاد، پس از مرگ آنتیوخوس دوم، بطلمیوس سوم کنترل پایتخت سلوکیان در انطاکیه را به دست گرفت و «بنابراین آینده سلسله سلوکیان را برای لحظه‌ای زیر سؤال برد.
آندراگوراس، فرماندار سلوکی پارت، با استفاده از موقعیت نامشخص سیاسی، استقلال خود را اعلام کرد و شروع به ضرب سکه های خود کرد.
در همین حال، «مردی به نام ارشک یکم سکایی یا باختری، به رهبری پرنی‌ها (قومی ایرانی) انتخاب شد».
پس از جدایی پارت از امپراتوری سلوکی و در نتیجه از دست دادن حمایت نظامی سلوکی، آندراگوراس در حفظ مرزهای خود با مشکل مواجه شد و در حدود ۲۳۸ سال قبل از میلاد تحت فرماندهی "ارشک و برادرش تیرداد یکم". پرنی‌ها به پارت حمله کردند و کنترل استابنه (آستاوا)، منطقه شمالی آن قلمرو، که مرکز اداری آن کبوچان (قوچان) بود، به دست گرفتند.
اندکی بعد، پرنی ها بقیه پارت را از آندراگوراس گرفتند و در این راه او را کشتند. اگرچه یک لشکرکشی اولیه توسط سلوکیان به رهبری سلوکوس دوم موفقیت آمیز نبود، سلوکیان تحت فرمان آنتیوخوس سوم در سال ۲۰۹ قبل از میلاد قلمرو تحت کنترل آرشاکوس را از جانشین ارشک (یا تیرداد یکم)، ارشک دوم، پس گرفتند. ارشک دوم برای صلح شکایت کرد و وضعیت رعیت را پذیرفت، و تا زمانه نوه (یا برادرزاده ارشک دوم) فرهاد یکم، آرشاکیدها/پرنی‌ها دوباره شروع به ادعای استقلال خود کردند.

### تحت حکومت اشکانی

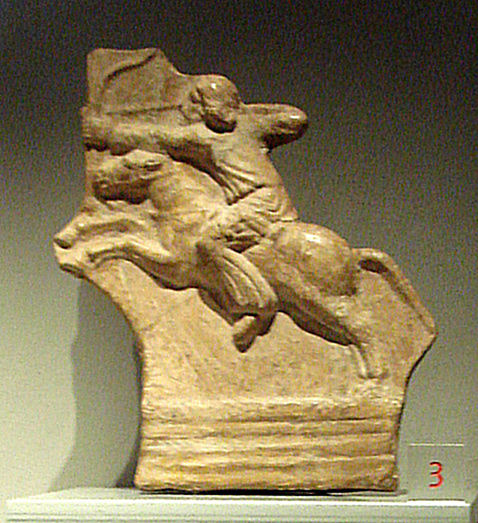
سوارکار اشکانی اکنون در کاخ ماداما، تورین به نمایش گذاشته شده است.

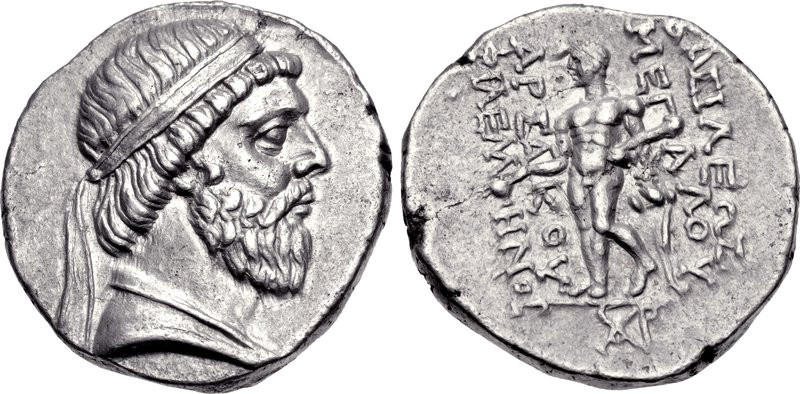
سکه مهرداد یکم (قبل از میلاد ۱۷۱-۱۳۸) پشت آن هراکلس و کتیبه ΒΑΣΙΛΕΩΣ ΜΕΓΑΛΟΥ ΑΡΣΑΚΟΥ ΦΙΛΕΛΛΗΝΟΣ "پادشاه بزرگ آرشک، دوست یونانیان" را نشان می دهد.

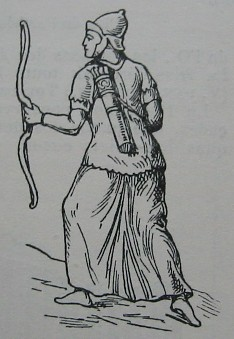
بازتولید یک کماندار اشکانی که بر روی ستون تراژان تصویر شده است.

خاندان‌های اشکانی از پایگاه خود در پارت، در نهایت سلطه خود را تا بیشتر ایران بزرگ گسترش دادند. آنها همچنین به سرعت چندین شعبه همنام را در تاج و تخت ارمنستان، ایبری و آلبانیای قفقاز تأسیس کردند. اگرچه اشکانیان فقط به طور پراکنده پایتخت خود را در پارت داشتند، پایگاه قدرت آنها در آنجا بود، در میان خانواده های فئودال اشکانی، که اشکانیان به حمایت نظامی و مالی آنها وابسته بودند. در ازای این حمایت، این خانواده‌ها زمین‌های وسیعی را در میان اولین سرزمین‌های فتح شده در مجاورت پارت، که در آن زمان اشراف اشکانی به عنوان حاکمان استانی حکومت می‌کردند، دریافت کردند. بزرگ ترین این شهرها عبارت بودند از قوچان، سمنان، گرگان، مرو، زابل و یزد.
از حدود سال ۱۰۵ پیش از میلاد به بعد، قدرت و نفوذ این تعداد انگشت شماری از خانواده‌های اشرافی اشکانی به حدی بود که اغلب با پادشاه مخالفت می‌کردند و در نهایت عاملی در سقوط این سلسله بودند.
از حدود سال ۱۳۰ قبل از میلاد به بعد، پارت مورد تهاجمات متعدد قبایل کوچ نشین مختلف از جمله سکاها، یوئه‌چی‌ها و ماساگت‌ها قرار گرفت. هر بار، سلسله‌های اشکانی شخصاً پاسخ می‌دادند، حتی زمانی که تهدیدات شدیدتری از سوی سلوکیان یا رومی‌ها در مرزهای غربی امپراتوری آنها وجود داشت (همانطور که در مورد مهرداد یکم بود). دفاع از امپراتوری در برابر عشایر به قیمت جان فرهاد دوم و اردوان یکم تمام شد.
کراسوس رومی در سال ۵۲ قبل از میلاد تلاش کرد پارت را فتح کند اما در نبرد حران شکست قاطعانه ای خورد. ژولیوس سزار زمانی که در سال ۴۴ قبل از میلاد به قتل رسید، قصد حمله دیگری را داشت. سلسله‌ای طولانی از جنگ های روم و اشکانی به دنبال داشت.
در حدود سال ۳۲ قبل از میلاد، زمانی که تیردادی ها علیه فرهاد چهارم شورش کردند، جنگ داخلی آغاز شد، احتمالاً با حمایت اشرافی که فرهاد قبلاً آنها را آزار می‌داد. این شورش در ابتدا موفقیت آمیز بود، اما در ۲۵ پیش از میلاد با شکست مواجه شد. در ۹/۸، اشراف اشکانی موفق شدند پادشاه مورد نظر خود را بر تخت بفرستند، اما ونون ثابت کرد که کنترل بودجه بسیار سختی دارد، بنابراین او به نفع اردوان دوم، که به نظر می رسد یک نجیب زاده اشکانی غیر اشکانی بوده، غصب شد. اما زمانی که اردوان تلاش کرد موقعیت خود را تثبیت کند (که در بیشتر موارد در آن موفق بود)، در مناطقی که حاکمان ایالتی اشکانی در آن تسلط داشتند، نتوانست این کار را انجام دهد.
در قرن دوم پس از میلاد، جنگ‌های مکرر با روم همسایه و با عشایر، و درگیری‌های درونی میان اشراف اشکانی، اشکانیان را به حدی ضعیف کرده بود که دیگر نمی‌توانستند از سرزمین‌های تحت سلطه خود دفاع کنند.  امپراتوری از هم پاشید زیرا واسپارها به طور فزاینده ای ادعای استقلال کردند یا توسط دیگران تحت انقیاد قرار گرفتند، و اشکانیان خود سرانجام توسط شاهنشاهی ساسانی، که قبلاً یک رعیت کوچک سابق از جنوب غربی ایران بودند، در آوریل ۲۲۴ شکست خوردند.

### تحت حکومت ساسانی
پارت احتمالاً اولین منطقه ای بود که اردشیر بابکان پس از پیروزی بر اردوان چهارم فتح شد و اهمیت این استان را برای بنیان‌گذار شاهنشاهی ساسانی نشان داد. برخی از اشراف اشکانی مدتی به مقاومت در برابر سلطه ساسانیان ادامه دادند، اما بیشتر آنها خیلی زود بیعت خود را با ساسانیان تغییر دادند. چند خاندانی که ادعا می‌کردند از خانواده‌های اصیل اشکانی هستند، به نهاد ساسانی معروف به «هفت‌خاندان» تبدیل شدند که پنج تای آن‌ها «به احتمال زیاد» اشکانی نیستند، بلکه شجره‌نامه‌های ساختگی «به منظور تأکید بر قدمت خانواده‌هایشان» هستند.
پارت در طول قرن سوم همچنان اهمیت داشت.  شاپور یکم در کتیبه کعبه زرتشت، استان پارت را بعد از پارس در رتبه دوم قرار داده است. کتیبه ابنون حمله رومیان در سال ۲۴۳/۴۴ را حمله به پارس و پارت توصیف می کند. با توجه به اینکه رومیان هرگز فراتر از بین‌النهرین نرفتند، «پارس و پارت» ممکن است به معنای خود شاهنشاهی ساسانی باشد. پارت نیز دومین استانی بود که اسیران جنگی رومی پس از نبرد ادسا در سال ۲۶۰ برای اسکان انتخاب کردند.

## زبان و ادبیات

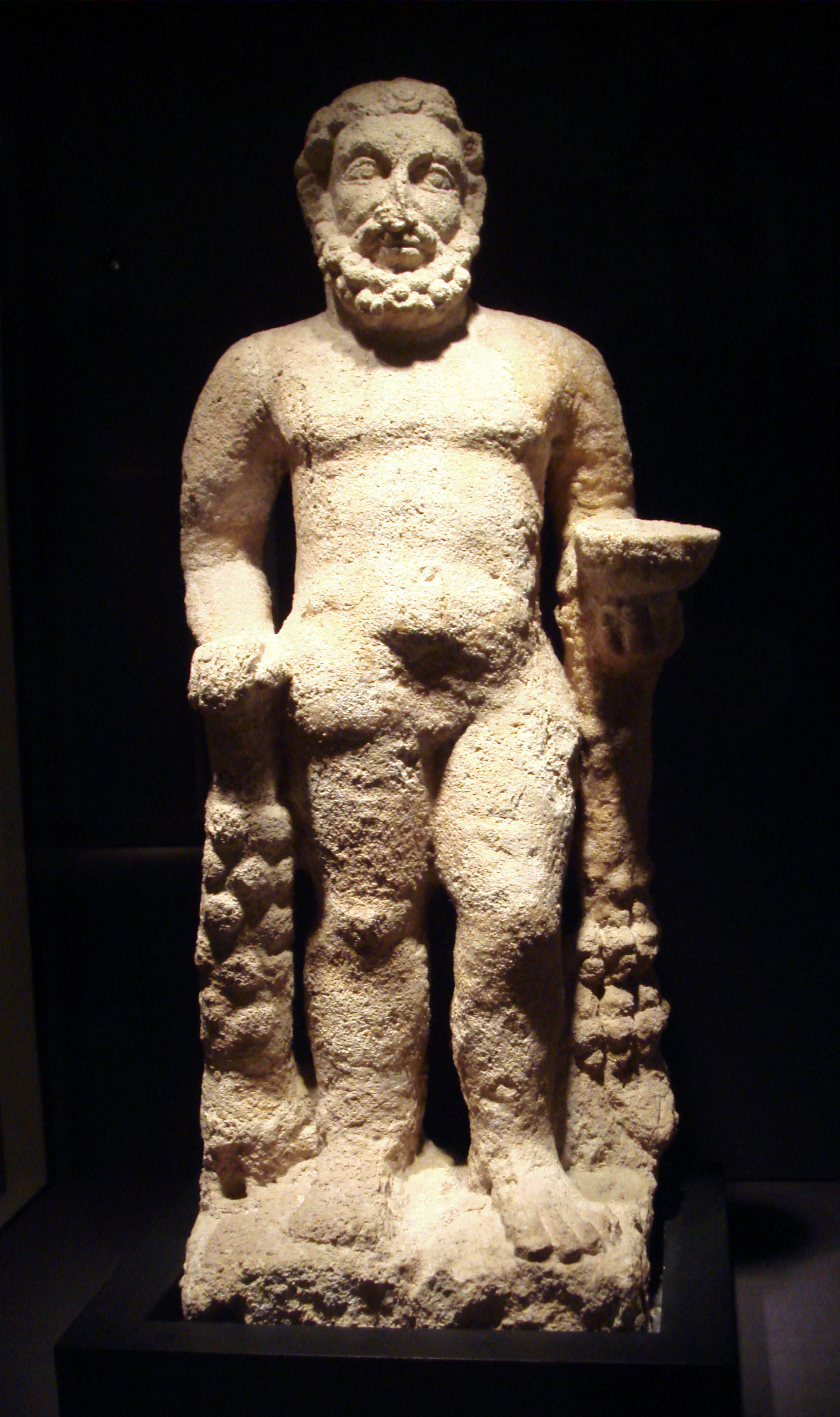
هرکول، در هترا، عراق، دوره اشکانی، قرن ۱-۲ پس از میلاد.

اشکانیان به زبان پارتی که یکی از زبان‌های ایرانی شمال غربی بود صحبت می‌کردند. هیچ ادبیات اشکانی از قبل از دوره ساسانی به شکل اصلی خود باقی نمانده است، و به نظر می رسد که آنها بسیار کم نوشته اند. با این حال، اشکانیان فرهنگ شفاهی شاعر و شاعری پر رونقی داشتند، تا جایی که واژه آنها برای «منسترل» (گوسان) تا به امروز در بسیاری از زبانهای ایرانی و به ویژه در زبان ارمنی (گوسان) باقی مانده است.  این متخصصان در تمام جنبه های زندگی روزمره اشکانیان، از گهواره تا گور، مشهود بودند، و سرگرم کننده پادشاهان و مردم عادی بودند و شایستگی حامیان خود را از طریق معاشرت با قهرمانان و فرمانروایان اسطوره ای اعلام می کردند. این اشعار پهلوانی اشکانی، «عمدتاً از طریق پارسی گمشده پارسی میانه خدای نامگ، و به‌ویژه از طریق شاهنامه فردوسی شناخته می‌شوند، بی‌تردید در خراسان روز فردوسی هنوز به‌طور کامل گم نشده بودند. در خود پارت، گواهی استفاده از اشکانی نوشتاری محدود به نزدیک به سه هزار استراکون است که در نسا (در جایی که به نظر می‌رسد انبار شراب بوده است) یافت می‌شود. تعداد انگشت شماری دیگر از شواهد مکتوب اشکانی در خارج از پارت یافت شده است که مهمترین آنها بخشی از یک سند فروش زمین است که در اورامان (در استان کرمانشاه ایران) یافت شده است، و بیشتر اوستراکا، گرافیتی و تکه ای از یک قطعه نامه تجاری در دورا اروپوس در سوریه کنونی یافت شد.
به نظر می‌رسد که اشکانیان اشکانی تا دیروقت از زبان اشکانی استفاده نکرده‌اند، و این زبان برای اولین بار در زمان سلطنت بلاش یکم (۵۱–۵۸ پس از میلاد) بر روی سکه‌های اشکانی ظاهر شد. با این وجود، شواهدی مبنی بر اینکه استفاده از زبان اشکانی گسترده بوده، از اوایل دوران ساسانی به دست آمده است. اعلامیه های شاهان اولیه ایرانی - علاوه بر فارسی میانه بومی آنها - به زبان اشکانی نیز نوشته شده بود.
اشعار قدیمی معروف به فهلویات بیشتر از مناطقی است که در دوره اسلامی بخشی از پارت محسوب می شد. این اشعار دارای ویژگی‌های ادبی شفاهی بوده و شاید ادامه دهنده سنت‌های شفاهی نوازندگان اشکانی باشد.

## جامعه

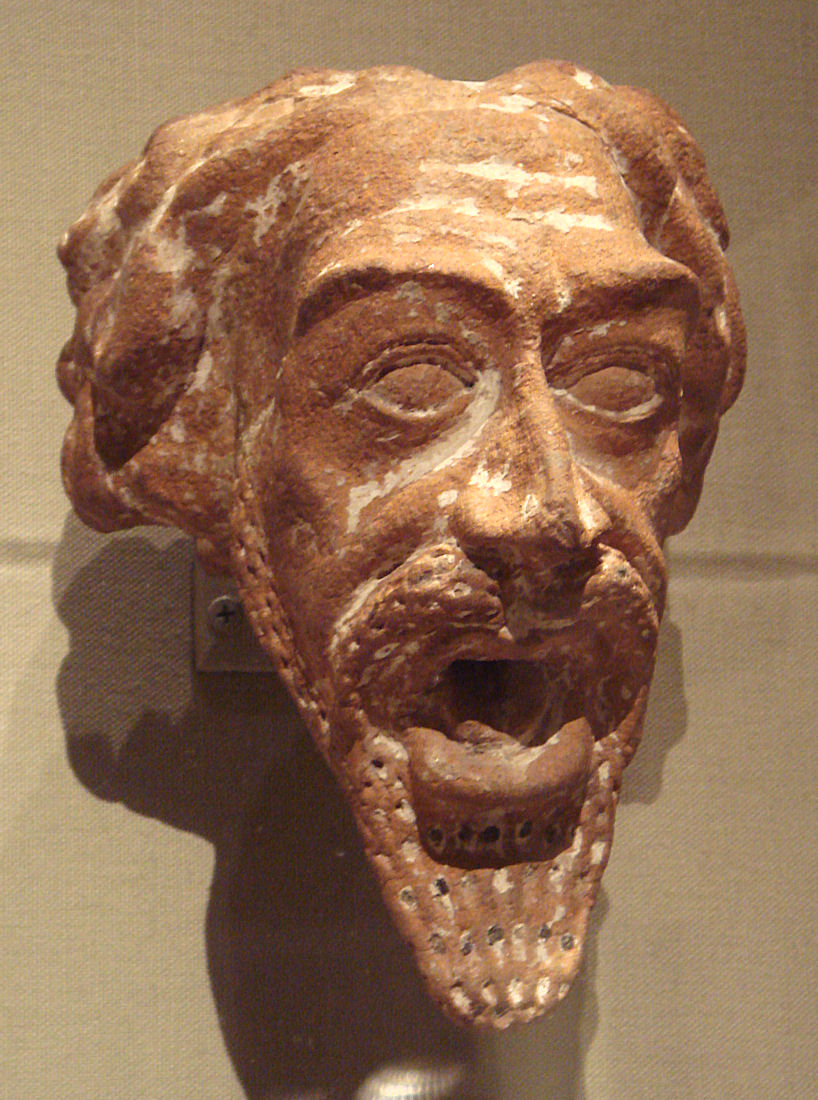
آبراهه اشکانی، قرن اول تا دوم پس از میلاد.

در هزاره اول پیش از میلاد، دولت شهرها با «مقداری قابل توجه» در پارت وجود داشتند، «و نه فقط از زمان هخامنشیان یا سلوکیان». توسط زمین داران بزرگ با تعداد زیادی از رعیت، بردگان، و دیگر نیروی کار قراردادی در اختیار آنها. جوامعی با دهقانان آزاد نیز وجود داشت.
در زمان اشکانیان، جامعه اشکانی به چهار طبقه (محدود به آزادگان) تقسیم شد. در راس شاهان و اعضای خانواده نزدیک شاه قرار داشتند. پس از آنها اشراف کوچکتر و کشیشان عمومی، طبقه بازرگان و کارمندان دولتی رده پایین تر، و کشاورزان و گله داران در پایین ترین سطح قرار گرفتند.
از اقتصاد اشکانی اطلاع چندانی در دست نیست، اما کشاورزی باید مهمترین نقش را در آن داشته باشد.  تجارت مهم اولین بار با ایجاد جاده ابریشم در سال ۱۱۴ قبل از میلاد، زمانی که صد دروازه به یک اتصال مهم تبدیل شد، رخ داد.

## شهرهای پارتی

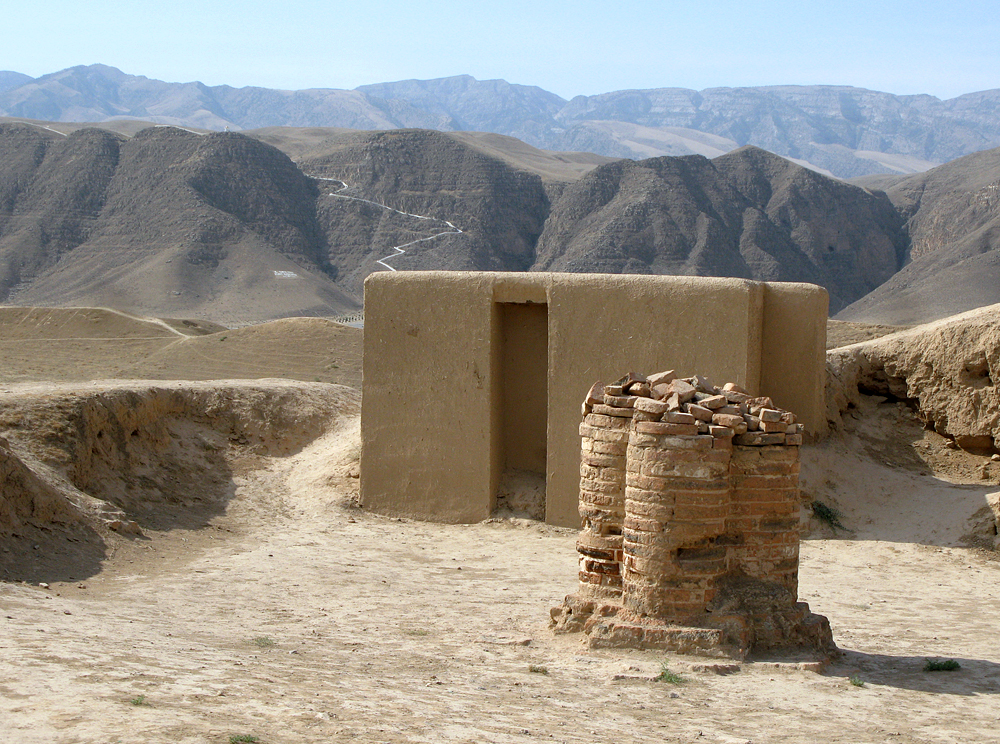
تصویری از نسا واقع در مسیر اصلی تجاری

نسا (Nissa، Nusay) یا Mithradātātkert، واقع در مسیر اصلی تجاری، یکی از پایتخت های اولیه امپراتوری اشکانی (حدود ۲۵۰ قبل از میلاد) بود. این شهر در دامنه شمالی کوه های کپه داغ، در ۱۱ مایلی غرب شهر امروزی عشق آباد (مرز ایران) واقع شده است. نساء دارای یک «تالار سر به فلک کشیده دوطبقه به سبک یونانی هلنیستی» و مجموعه‌های معبدی بود که توسط سلسله Arsaces اولیه استفاده می‌شد.  
در زمان سلطنت مهرداد یکم پارت (حدود ۱۷۱ قبل از میلاد - ۱۳۸ قبل از میلاد) به Mithradatkirt («قلعه Mithradates») تغییر نام داد. مرو یکی دیگر از شهرهای اشکانی بود. 